# Leptosphaerella fagaricola
Leptosphaerella fagaricola är en svampart som beskrevs av Speg. 1912. Leptosphaerella fagaricola ingår i släktet Leptosphaerella, divisionen sporsäcksvampar och riket svampar.   Inga underarter finns listade i Catalogue of Life.